# Lobo (rivière)
Pour les articles homonymes, voir Lobo.
La Lobo est une rivière camerounaise qui prend sa source dans les environs de Sangmélima, arrondissement de Zoétélé, Région du Sud, pour se jeter dans le fleuve Dja.
Le département du Dja-et-Lobo lui doit son nom, ainsi qu'au Dja.

## Géographie

### Cours
La Lobo prend sa source dans la région à l'ouest de la ville de Sangmélima qu'elle arrose tout en y recevant l'apport de l'Afamba.
La rivière coule ensuite vers le nord sur la moitié de son parcours avant de bifurquer à 90° vers l'est pour 
rejoindre le Dja au niveau du lac de barrage de Mekin.